# Cyclospora talpae
Cyclospora talpae – gatunek pasożytniczych pierwotniaków należący do rodziny Eimeriidae z podtypu Apicomplexa, które kiedyś były klasyfikowane jako protista. Powoduje chorobę pasożytniczą zwaną cyklosporozą (Cyclosporosis). C. talpae cechuje się oocystą zawierającą dwie sporocysty. Z kolei każda sporocysta zawiera dwa sporozoity.
Obecność tego pasożyta stwierdzono u Talpa europea.